# كلب ماشية

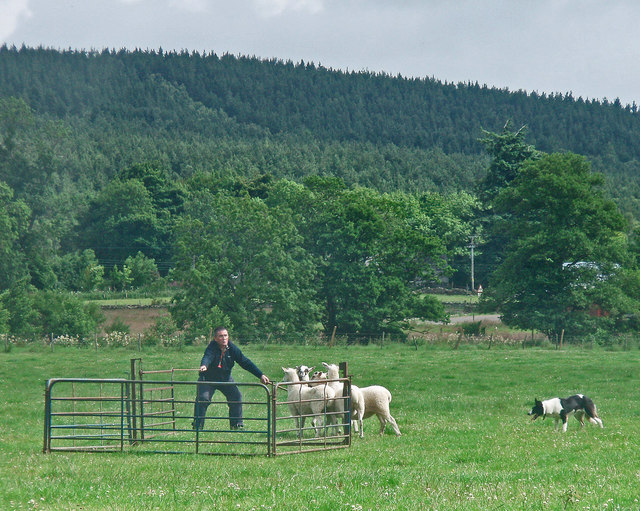
كلب ماشية يساعد الراعي في جمع الأغنام.

كلب الماشية أو كلب الراعي هو بشكل عام كلب أو سلالة من الكلاب المستخدمة تاريخياً فيما يتعلق بتربية الأغنام . وتشمل هذه الكلاب حراسة الماشية المستخدمة في حراسة الأغنام وغيرها من الماشية وكلاب الرعاة المستخدمة لنقل الأغنام وغيرها من المواشي وإدارتها ومكافحتها.

## من سلالات كلب الرعاة
- كلب المراعي الاسترالي
- كالب أستراي
- بريارد
- كلب الراعي القوقازي
- كلب كنعاني
- جارفيان شيبرد
- كلب الراعي الألماني
- كلب رنة لابي
- رُتفيَلر

## من سلالات كلاب الحراسة
- أيدي
- كلب كنغال
- كلب المستيف التبتي